# شهرستان یونگجیا
شهرستان یونگجیا (به لاتین: Yongjia County) یک شهرستان‌های جمهوری خلق چین در چین است که در ونژو واقع شده‌است. شهرستان یونگجیا ۲٬۶۹۸ کیلومتر مربع مساحت و ۸۸۶٬۳۰۰ نفر جمعیت دارد و ۳۹ متر بالاتر از سطح دریا واقع شده‌است.